# 聖母子 (ベッリーニ、ブレラ美術館)
『聖母子』（せいぼし、伊: Madonna col Bambino）は、ジョヴァンニ・ベッリーニが1510年に板上に描いた油彩画である。画家が80代のときに制作した作品であるにもかかわらず、いまだに絵画の新しい展開に対応しており、1505年の『牧草地の聖母』(ロンドン・ナショナル・ギャラリー) と1509年の『聖母子』(デトロイト美術館) に類似している。作品は、ミラノのブレラ美術館に所蔵されている。
1986年から1987年にかけての修復で、背景の風景には下絵がなく、指先で絵具を塗っていたことが判明した。背景の風景は、ジョルジョーネの風景における革新、山の上の青い霞における空気遠近法の使用、ジョヴァンニ・ベッリーニが父ヤコポの下で学んだ後期のゴシック様式の、細部にわたる写実的研究を拠り所にしている。その例の一つとして、左にいるチーターが挙げられる。チーターは、ジョヴァンニによるラテン語の署名とローマ数字 (IOANNES BELLINUS MDX) で日付が記された石の上に座っている。